# 걸복선비
걸복부(乞伏部) 또는 농서부(隴西部)는 선비족의 일파이다. 걸부(乞扶), 걸불(乞佛), 걸보(乞步) 등으로 표기되었으며, 또한 걸복선비(乞伏鮮卑), 농서선비(隴西鮮卑), 선비걸복부(鮮卑乞伏部) 등으로도 칭했다. 현재 몽골 남부와 중국 내몽골자치구에서 섬서성(陝西省)과 감숙성(甘肅省) 일대에서 활동했다. 시조는 걸복가한탁탁막하(乞伏可汗託鐸莫何) 걸복흘간(乞伏紇干)으로, 서진(西秦)을 세웠지만 431년 하(夏)에게 망하였다.

## 역사
걸복부의 초기 역사는 미상이다. 중국의 역사학자 진인각(陳寅恪)은 걸복부가 탁발부의 한 일파일 것으로 보았다. 걸복여불(乞伏如弗) 시대에 사인(斯引), 출련(出連), 질로(叱盧) 등 기타 세 부(部)를 이끌고 막북(漠北)에서 남천하였고, 걸복흘간(乞伏紇干)이 초대 가한(可汗)이 되었다.
걸복흘간 이후 걸복우린(乞伏祐隣)이 있어 서진(西晉) 태시(泰始) 초기에 5천호(戶)를 이끌고 하연(夏緣)에 옮겨 살았으며, 록결부(鹿結部) 7만여 락(落)과 합병하였다. 걸복우린의 손자 걸복리나(乞伏利那)는 선비 토뢰(吐賴)와 위지갈권(尉遲渴權)을 격파하였다. 걸복리나의 손자 걸복욕대한(乞伏傉大寒)은 석륵(石勒)이 유요(劉曜)를 멸망시켰을 당시, 후조(後趙)를 두려워하여 맥전(麥田) 무고산(無孤山)으로 옮겼다. 걸복욕대한의 아들 걸복사번(乞伏司繁)은 부견(苻堅)에게 격파당하였고, 부락을 이끌고 부견에게 투항하였다. 부견은 그를 남선우도독토서호제군사진용사천(南單于都督討西胡諸軍事鎭勇士川)으로 임명했다. 걸복사번의 아들 걸복국인(乞伏國仁)은 비수대전(淝水之戰) 이후 서진(西秦)을 세웠고, 431년 하(夏)에게 멸망당하였다.

## 걸복선비 수장 항목
| 성명                   | 재위    |
| ---------------------- | ------- |
| 걸복우린(乞伏祐隣)     | 265년-? |
| 걸복결권(乞伏結權)     |         |
| 걸복리나(乞伏利那)     |         |
| 걸복기니(乞伏祁埿)     |         |
| 걸복술연(乞伏述延)     |         |
| 걸복욕대한(乞伏傉大寒) |         |
| 걸복사번(乞伏司繁)     | ?-385년 |

## 서진역대 황제
| 성명     | 묘호       | 시호           | 통치기간                | 연호                                          |
| -------- | ---------- | -------------- | ----------------------- | --------------------------------------------- |
| 걸복국인 | 열조(烈祖) | 선렬왕(宣烈王) | 385년-388년             | 건의(建義) 385년-388년                        |
| 걸복건귀 | 고조(高祖) | 무원왕(武元王) | 388년-400년 409년-412년 | 태초(太初) 388년-400년 경시(更始) 409년-412년 |
| 걸복치반 | -          | 문소왕(文昭王) | 412년-428년             | 영강(永康) 412년-419년 건굉(建宏) 420년-428년 |
| 걸복모말 | -          | -              | 428년-431년             | 영굉(永宏) 428년-431년                        |